# 582 Eskadra Salmsonów
582 Eskadra Salmsonów – pododdział lotnictwa rozpoznawczego Armée de l’air i Awiacji Armii Polskiej we Francji w latach dwudziestych.
Eskadra wyposażona była w 10 samolotów rozpoznawczych Salmson A2. W czerwcu 1919 przetransportowana została do Polski z Błękitną Armią generała Hallera. 20 września 1919 roku wchodziła w skład I Grupy Lotniczej. Od września 1919 włączona została do 1 Eskadry Wywiadowczej.